# اسکندر جلیلوف
اسکندر جلیلوف (تاجیکی: Искандар Ҷалилов؛ زادهٔ ۱ ژوئن ۱۹۹۲) بازیکن فوتبال است.
از باشگاه‌هایی که در آن بازی کرده‌است می‌توان به باشگاه فوتبال نفتخیمیک نیژنکامسک، باشگاه فوتبال روبین کازان، باشگاه فوتبال زسکا مسکو، باشگاه فوتبال ولگا نیژنی نووگورود، و باشگاه فوتبال استقلال دوشنبه اشاره کرد.
وی همچنین در تیم‌های ملی فوتبال زیر ۱۷ سال روسیه, زیر ۱۸ سال روسیه, زیر ۱۹ سال روسیه، و تاجیکستان بازی کرده‌است.